# Straight Outta Compton (film)
Straight Outta Compton – film biograficzny produkcji amerykańskiej z 2015 roku w reżyserii F. Gary’ego Graya. Scenariusz opracowali Jonathan Herman oraz Andrea Berloff. Ogólnoświatowa premiera filmu odbyła się 14 sierpnia 2015 roku. Fabuła skupia się wokół powstania i upadku zespołu hip-hopowego N.W.A, pochodzącego z Compton w Kalifornii. Wówczas członkami owej grupy byli Eazy-E, Dr. Dre, Ice Cube, MC Ren i DJ Yella. Tytuł produkcji został zapożyczony od albumu grupy o tej samej nazwie.
Zdjęcia do filmu były kręcone w Los Angeles.

## Obsada
Źródło.
- Jason Mitchell jako Eazy-E
- Corey Hawkins jako Dr. Dre
- O’Shea Jackson Jr. jako Ice Cube
- Aldis Hodge jako MC Ren
- Neil Brown Jr. jako DJ Yella
- Marlon Yates Jr. jako The D.O.C.
- Paul Giamatti jako Jerry Heller
- Corey Reynolds jako DJ Lonzo Williams
- Alexandra Shipp jako Kim
- Angela Elayne Gibbs jako Doris Jackson
- LaKeith Stanfield jako Snoop Dogg
- R. Marcus Taylor jako Suge Knight
- Sheldon A. Smith jako Warren G
- Carra Patterson jako Tomica Woods

## Produkcja
Pierwsze informacje o produkcji filmu pojawiły się w marcu 2009 roku za sprawą wytwórni New Line Cinema, która poinformowała, że S. Leigh Savidge i Alan Wenkus będą odpowiedzialni za scenariusz, a Tomica Woods-Wright, Ice Cube, oraz Dr. Dre za produkcję obrazu. W 2010 r. poinformowano, że Andrea Berloff opracuje projekt scenariusza. Dwa lata później, w 2012 roku, F. Gary Gray został wybrany reżyserem filmu. Rok później produkcję nad filmem powierzono wytwórni Universal Pictures, która do pracy nad scenariuszem zatrudniła Jonathana Hermana, który napisał od nowa projekt scenariusza oraz zatrudniając Willa Packera jako producenta wykonawczego.